# ریچارد جکسون (طراح رقص)
ریچارد جکسون (انگلیسی: Richard Jackson؛ زادهٔ ۱۵ مارس ۱۹۷۹) طراح رقص، مدیر نوآوری و رقصنده اهل ایالات متحده آمریکا است. او در طول حرفه خود با هنرمندانی از جمله لیدی گاگا، میسی الیوت، آشر، لوریان گیبسون، برندی نروود، کری هیلسون، کیتی پری، نیکی میناژ و شان کامز همکاری داشته‌است.